# Aspidiophorus pleustonicus
Aspidiophorus pleustonicus är en djurart som tillhör fylumet bukhårsdjur, och som beskrevs av Kisielewski 1991. Aspidiophorus pleustonicus ingår i släktet Aspidiophorus och familjen Chaetonotidae. Inga underarter finns listade i Catalogue of Life.